# Okręg wyborczy Paterson
Okręg wyborczy Paterson (ang. Division of Paterson) – jednomandatowy okręg wyborczy do Izby Reprezentantów Australii, położony na wybrzeżu Nowej Południowej Walii, na północ od Sydney. Pierwotnie został utworzony przed wyborami w 1949 i zlikwidowany w 1984. W 1993 został odtworzony i funkcjonuje do dziś. Jego patronem jest poeta i pieśniarz Banjo Paterson.  

## Lista posłów
| okres urzędowania | poseł              | przynależność                                                                                        |
| ----------------- | ------------------ | --- |
| 1949-1969         | Alan Fairhall      | Liberalna Partia Australii                                                                           |
| 1969 - 1984       | Frank O’Keefe      | Partia Wiejska (1969-1975) Narodowa Partia Wiejska (1975-1982) Narodowa Partia Australii (1982-1984) |
| 1984-1993         | okręg zlikwidowany | okręg zlikwidowany                                                                                   |
| 1993-1996         | Bob Horne          | Australijska Partia Pracy                                                                            |
| 1996-1998         | Bob Baldwin        | Liberalna Partia Australii                                                                           |
| 1998-2001         | Bob Horne          | Australijska Partia Pracy                                                                            |
| 2001-2016         | Bob Baldwin        | Liberalna Partia Australii                                                                           |
| od 2016           | Meryl Swanson      | Australijska Partia Pracy                                                                            |

źródło: 

## Dawne granice

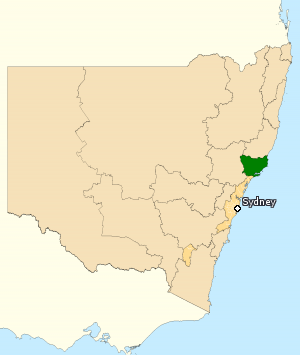
Okręg w granicach z 2010 roku